# Antoine de Marcenay de Ghuy
Antoine de Marcenay de Ghuy est un graveur français né à Arnay-le-Duc le 10 octobre 1721 et mort à Paris, rue du Gindre (actuelle rue Madame), le 5 mars 1811.

## Œuvres
Tableau
- Épinal, Musée départemental d'art ancien et contemporain, Jeux d'enfant, trompe-l'œil en camaïeu brun, dépôt de l'État en 1873.
- Montpellier, musée Fabre, huile sur papier, 0,27 par 0,32,   Regulus quittant sa famille pour retourner à Carthage, don Mme Veuve Sabatier, née Catherine Marioge, 1907.

Estampes
- Dijon, bibliothèque municipale,eau-fort Regulus quittant sa famille pour retourner à Carthage, d'après Laurent Pécheux.
- Douai, musée de la Chartreuse, Portrait d'Henri comte de Bergh, d'après Anton van Dyck.
- Pau, musée national du château, Portrait d'Henri IV, plusieurs estampes.
- Le Testament d'Eudamidas, d'après Laurent Pécheux.
- Nuit d'été, gravure d'après Joseph Vernet dédicacé à un parent d'Antoine de Marcenay.
- Portrait de Paolo Paoli.
- Portrait de Maurice de Saxe, d'après Jean-Étienne Liotard.
- Portrait de Victor Riqueti de Mirabeau, d'après Jacques-André-Joseph Aved.

## Publication
- Essai sur la beauté, Paris, d'Houry, 1770; ouvrage dédicacé à Madame la duchesse régnante de Brunswick et de Lunebourg.
- Idée de la gravure, publié sans nom d'auteur, sans lieu ni date, mais attribué à Marcenay par Joseph-Marie Quérard dans le tome V de La France littéraire, Paris, Firmin Didot, 1833.